# مرحا فريسكو مرحا (فلم)
مرحبا فريسكو مرحبا (بالإنجليزية: Hello, Frisco, Hello) هو فيلم تكنوكولور تم إنتاجه في الولايات المتحدة وصدر في سنة 1943.

## بطولة
- جاك اوكي

### ترشيحات وجوائز
| السنة | الحدث  | الفئة      | النتيجة  |
| ----- | ------ | ---------- | -------- |
|       | أوسكار | أفضل أغنية | فـــــوز |

## وصلات خارجية
- مقالات تستعمل روابط فنية بلا صلة مع ويكي بيانات